# Яффе, Лев Борисович
Лев Борисович (Лейб Беркович) Яффе (5 июня 1876, Гродно — 11 марта 1948, Иерусалим) — российский еврейский поэт, переводчик, редактор, сионистский деятель. Брат Бецалеля Яффе.

## Биография
Родился в Гродно в семье Берки (Дойвбера) Гимпелевича Иофе (1838—1902) и Хаи-Леи Мойше-Фишелевны (урождённой Лапиной, 1839—1923). Дед, Мордхе-Гимпл Иофе, был раввином. Получил традиционное еврейское образование. Учился в Воложинской иешиве. В период с 1897 по 1901 изучал философию в университетах Гейдельберга, Фрайбурга, Лейпцига. Организовал в Гродно молодёжную группу Ховевей Цион. В 1906 на 3-й Всероссийской конференции сионистов в Гельсингфорсе был избран членом Центрального комитета Сионистской организации от Вильны. На 8-м Сионистском конгрессе был избран членом Исполнительного комитета (занимал этот пост до 1911 года). В 1915—1917 издавал совместно с Александром Гольдштейном газету «Еврейская жизнь», в 1917—1919 был главным редактором издательства «Сафрут» в Москве. В 1917 после смерти Иехиеля Членова был избран секретарем сионистской организации в Москве. В 1919 был избран председателем Сионистской организации Литвы. Участвовал в издании газет «Лецте найес», «Идише цайтунг», «Ха-Шавуа» в Вильно.
Вместе с В. Ф. Ходасевичем составил и опубликовал в возглавляемом им издательстве Сафрут «Сборник молодой еврейской поэзии» (1918); подстрочные переводы для сборника выполнил Хаим Гринберг.
В 1920 эмигрировал с семьёй в Эрец-Исраэль. С 1920 — редактор, в 1921—1922 — главный редактор газеты «Га-Арец». С 1926 и до конца своей жизни занимал пост директора фонда Керен А-Есод в Иерусалиме.

В 1948 Яффе погиб при взрыве бомбы, подложенной арабскими террористами в здание Еврейского агентства в Иерусалиме.
Жена — Фрида Вениаминовна Яффе (урождённая Каплан; 1892—1982), мемуаристка. Брат — Бецалель Яффе (Бецалел Беркович Иофе).

## Увековечение памяти
Именем Лейба Яффе названы улицы в нескольких городах Израиля: в Иерусалиме, в Беер-Шеве, в Нетании и в Рамат-Гане.
Его именем назван также мошав Тальмей Яффе на юге Израиля.